# Football aux Jeux olympiques d'été de 1924
Navigation
Anvers 1920 Amsterdam 1928
Le tournoi de football aux Jeux olympiques d'été de 1924 se déroulé du 25 mai au 9 juin 1924. Les matchs sont répartis sur quatre stades à Paris, Saint-Ouen-sur-Seine et Colombes. La finale se déroule au stade olympique de Colombes.
L'Uruguay remporte la médaille d'or en battant en finale la Suisse. La Suède s'empare de la médaille de bronze.

## Préparation de la compétition

### Absence des britanniques
En décembre 1923, les nations britanniques, Angleterre, Écosse, pays de Galles et Irlande du Nord, sont de retour au sein de la FIFA. D'emblée, les Britanniques annoncent cependant par la voix de la fédération anglaise qu'ils ne souhaitent pas participer au tournoi olympique des Jeux 1924 à Paris. Cette décision ne concerne pas le nouvel État Libre d'Irlande qui vient d'arracher son indépendance. Les Irlandais participent ainsi pour la première fois sous leur propre bannière à une compétition internationale.

### Compétition professionnelle ou amateure?
L'évolution majeure du football mondial dans les années 1920 est celle de sa professionnalisation. Alors que l'Angleterre et l'Écosse ont adopté le professionnalisme depuis près de quarante années avec des championnats organisés pour les professionnels, la professionnalisation se développe progressivement après la première guerre mondiale en Europe continentale et en Amérique. Dès les Jeux d'Anvers en 1920, des équipes comptent dans leur rang des joueurs professionnels ou semi-professionnels qui sont officieusement acceptés au sein d'équipes théoriquement amateur lors des Jeux car la définition du statut amateur dans le football n'est pas clarifiée et continue de faire débat entre le Comité international olympique et la FIFA tout au long de la décennie.
Trois organes sont impliqués dans l'organisation du tournoi olympique de football en 1924 : le CIO, la FIFA et la Fédération Française de Football Association au nom du Comité Olympique Français. Cette organisation est mise en place lors du Congrès olympique de 1921 à Liège

## Organisation

### Stades
| Stade Pershing                                                           | Stade olympique de Colombes |
| Capacité : 8 110                                                         | Capacité : 69 349           |
|                                                                          |                             |
| Saint-Ouen                                                               | Paris                       |
| Stade de Paris                                                           | Stade Bergeyre              |
| Capacité : 5 145                                                         | Capacité : 10 455           |
|                                                                          |                             |
| Stade olympique de Colombes Stade Bergeyre Stade Pershing Stade de Paris |                             |

### Pays participants
Vingt-trois pays inscrivent leur sélection de football pour ces Jeux olympiques mais, à la suite du forfait du Portugal, seulement 22 équipes sont présentes. C'est une énorme progression par rapport au tournoi des Jeux d'Anvers qui ne comptait que quatorze équipes. Le nombre maximum de joueurs sélectionnés est fixé à 22 par équipe. Au total, 471 joueurs sont ainsi sélectionnés et 280 prennent part à au moins un match.
Parmi les pays d'Europe continentale où le football est bien implanté, seules deux équipes non désirées par le Comité olympique français manquent à l'appel : l'Allemagne, qui paye toujours sa responsabilité et sa défaite lors de la première guerre mondiale, et l'Union soviétique qui n'est pas invitée par le CIO à la suite de son refus de participer aux « Jeux de petit-bourgeois » de 1920 à Anvers. L'Autriche est une autre absente de marque. Son championnat est pleinement engagé dans l'ère du professionnalisme. Mais le comité olympique national et la fédération nationale de football n'arrivent pas à se mettre d'accord pour sélectionner les joueurs. Cela sera la même chose lors des JO de 1928.
Trois nations qui font leur retour aux jeux alignent leur équipe. La Bulgarie, la Hongrie et la Turquie, dans le camp des battus lors de la première guerre mondiale, étaient exclus du mouvement olympique en 1920 à Anvers.
Plusieurs équipes apparaissent pour la première fois. Il s'agit des pays baltes, l'Estonie, la Lettonie et la Lituanie, de la Pologne, de la Roumanie et de l'État libre d'Irlande nouvellement indépendant.
Les nations européennes sont en force mais la compétition gagne en 1924 ses galons de premier véritable tournoi mondial avec la participation de pays de tous les continents. L'Asie est représentée par la Turquie, l'Afrique par l'Égypte, l'Amérique du Nord par les États-Unis et l'Amérique du Sud par l'Uruguay. Cette mondialisation se retrouve aussi dans le corps arbitral puisqu'un des arbitres n'est pas européen : il s'agit de l'égyptien Youssouf Mohamed.

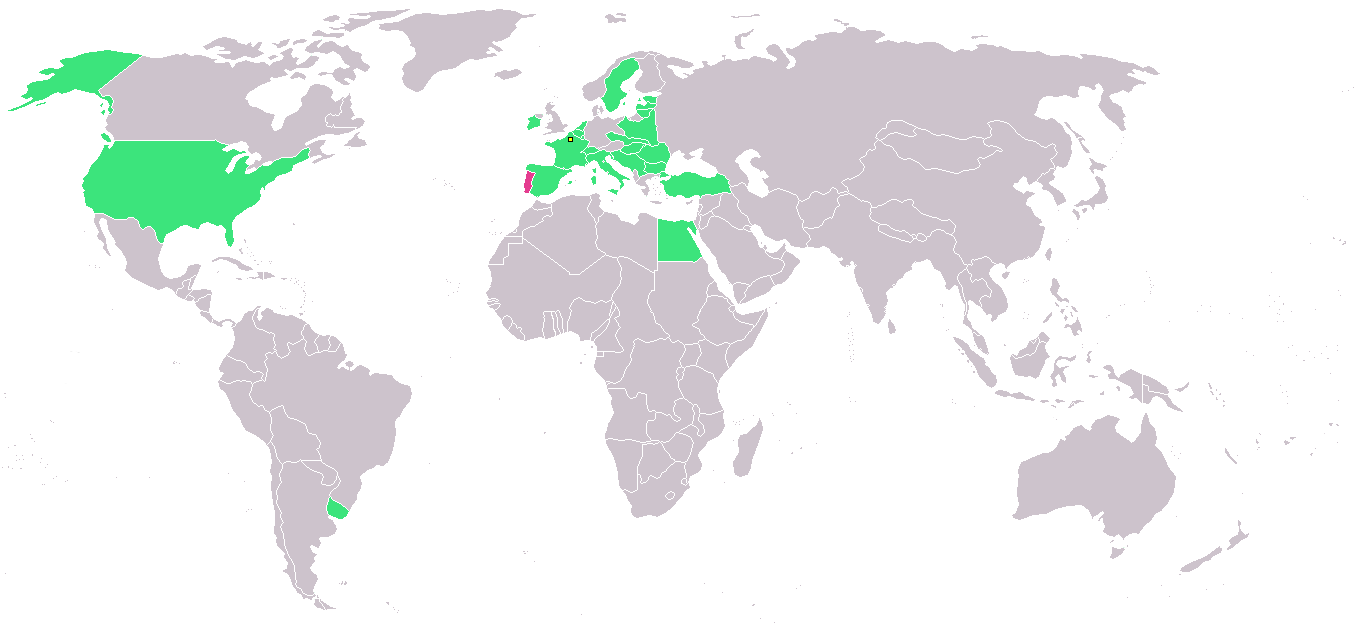
Carte des pays engagés.

| Pays                 | Engagés | Participants |
| Belgique             | 22      | 11           |
| Bulgarie             | 22      | 11           |
| Égypte               | 22      | 12           |
| Espagne              | 22      | 11           |
| Estonie              | 22      | 11           |
| États-Unis           | 17      | 13           |
| France               | 22      | 12           |
| Hongrie              | 22      | 11           |
| État libre d'Irlande | 22      | 12           |
| Italie               | 22      | 13           |
| Lettonie             | 22      | 11           |
| Lituanie             | 16      | 11           |
| Luxembourg           | 22      | 11           |
| Pays-Bas             | 22      | 19           |
| Pologne              | 22      | 11           |
| Roumanie             | 22      | 11           |
| Suède                | 22      | 18           |
| Suisse               | 22      | 15           |
| Tchécoslovaquie      | 22      | 19           |
| Turquie              | 20      | 11           |
| Uruguay              | 22      | 15           |
| Yougoslavie          | 22      | 11           |
| Portugal             | forfait | forfait      |

### Arbitres
| Pays        | Noms                                                  |
| Autriche    | Heinrich Retschury                                    |
| Belgique    | Charles Barette, Paul Putz, Henri Christophe          |
| Espagne     | Luis Colina Alvarez, F. Contreras                     |
| Égypte      | Youssouf Mohamed                                      |
| France      | Marcel Slawick, Georges Vallat, A. Henriot, De Ricard |
| Hongrie     | Mihály Iváncsics, Gero                                |
| Italie      | A. Scamoni                                            |
| Norvège     | P. Chr. Andersen                                      |
| Pays-Bas    | Johannes Mutters, Eymers, Van Zwieteren               |
| Pologne     | Orbubanski, Lusgarten                                 |
| Roumanie    | Herites, František Cejnar                             |
| Yougoslavie | Ernest Fabris, Mazic Andria                           |

## Compétition

### Tour préliminaire
| 25 mai 1924 | Italie            | 1 - 0 | Espagne | Stade olympique, Colombes                       |                                                 |
| 15:30       | Vallana 84e (csc) |       |         | Spectateurs : 20 000 Arbitrage : Marcel Slawick | Spectateurs : 20 000 Arbitrage : Marcel Slawick |
| 15:30       | (Rapport)         |       |         | Spectateurs : 20 000 Arbitrage : Marcel Slawick | Spectateurs : 20 000 Arbitrage : Marcel Slawick |

| 25 mai 1924 | Tchécoslovaquie                                      | 5 - 2 | Turquie       | Stade Bergeyre, Paris                            |                                                  |
| 15:30       | Sloup 21e · Sedláček 28e 37e · Novák 64e · Čapek 74e |       | 63e 82e Refet | Spectateurs : 5 000 Arbitrage : P. Chr. Andersen | Spectateurs : 5 000 Arbitrage : P. Chr. Andersen |
| 15:30       | (Rapport)                                            |       |               | Spectateurs : 5 000 Arbitrage : P. Chr. Andersen | Spectateurs : 5 000 Arbitrage : P. Chr. Andersen |

| 25 mai 1924                       | Suisse                                                                           | 9 - 0 | Lituanie | Stade Pershing, Paris                           |                                                 |
| 15:30 · Historique des rencontres | Sturzenegger 2e 43e 68e 85e · Dietrich 14e · Abegglen 41e 50e 58e · Ramseyer 63e |       |          | Spectateurs : 8 110 Arbitrage : Antonio Scamoni | Spectateurs : 8 110 Arbitrage : Antonio Scamoni |
| 15:30 · Historique des rencontres | (Rapport)                                                                        |       |          | Spectateurs : 8 110 Arbitrage : Antonio Scamoni | Spectateurs : 8 110 Arbitrage : Antonio Scamoni |

| 25 mai 1924                       | États-Unis         | 1 - 0 | Estonie | Stade Pershing, Paris                     |                                           |
| 17:15 · Historique des rencontres | Straden 15e (pen.) |       |         | Spectateurs : 8 110 Arbitrage : Paul Putz | Spectateurs : 8 110 Arbitrage : Paul Putz |
| 17:15 · Historique des rencontres | (Rapport)          |       |         | Spectateurs : 8 110 Arbitrage : Paul Putz | Spectateurs : 8 110 Arbitrage : Paul Putz |

| 26 mai 1924 | Uruguay                                                              | 7 - 0 | Yougoslavie | Stade olympique, Colombes                      |                                                |
| 16:00       | Vidal 20e · Scarone 23e · Cea 50e 80e · Petrone 35e 61e · Romano 58e |       |             | Spectateurs : 1 000 Arbitrage : Georges Vallat | Spectateurs : 1 000 Arbitrage : Georges Vallat |
| 16:00       | (Rapport)                                                            |       |             | Spectateurs : 1 000 Arbitrage : Georges Vallat | Spectateurs : 1 000 Arbitrage : Georges Vallat |

| 26 mai 1924 | Hongrie                                          | 5 - 0 | Pologne | Stade Bergeyre, Paris                            |                                                  |
| 17:00       | Eisenhoffer 14e · Hirzer 51e 58e · Opata 70e 87e |       |         | Spectateurs : 3 000 Arbitrage : Johannes Mutters | Spectateurs : 3 000 Arbitrage : Johannes Mutters |
| 17:00       | (Rapport)                                        |       |         | Spectateurs : 3 000 Arbitrage : Johannes Mutters | Spectateurs : 3 000 Arbitrage : Johannes Mutters |

### Huitièmes de finale
| 27 mai 1924 | France | 7 - 0   | Lettonie | Stade de Paris, Saint-Ouen | |
| 17:00       | Crut 17e 28e 55e · Nicolas 25e 50e · Boyer 71e 87e |         | | Spectateurs : 5 145 selon la FIFA ou 15 000 Arbitrage : Henri Christophe assisté de Luis Colina Álvarez et de Adam Obrubański | Spectateurs : 5 145 selon la FIFA ou 15 000 Arbitrage : Henri Christophe assisté de Luis Colina Álvarez et de Adam Obrubański |
| 17:00       | (Rapport) |         | | Spectateurs : 5 145 selon la FIFA ou 15 000 Arbitrage : Henri Christophe assisté de Luis Colina Álvarez et de Adam Obrubański | Spectateurs : 5 145 selon la FIFA ou 15 000 Arbitrage : Henri Christophe assisté de Luis Colina Álvarez et de Adam Obrubański |
| 17:00       | Pierre Chayriguès Édouard Baumann Ernest Gravier Antoine Parachini Marcel Domergue Philippe Bonnardel Jules Dewaquez Jean Boyer Paul Nicolas Édouard Crut Raymond Dubly Sélectionneur : Charles Griffiths | Équipes | Arvīds Jurgens Kārlis Ašmanis Aleksandrs Roga Česlavs Stančiks Kārlis Bone Pauls Sokolovs Arkādijs Pavlovs Valdis Plade Edvīns Bārda Arvīds Bārda Rūdolfs Bārda Sélectionneur : Juris Rēdlihs | Spectateurs : 5 145 selon la FIFA ou 15 000 Arbitrage : Henri Christophe assisté de Luis Colina Álvarez et de Adam Obrubański | Spectateurs : 5 145 selon la FIFA ou 15 000 Arbitrage : Henri Christophe assisté de Luis Colina Álvarez et de Adam Obrubański |

| 27 mai 1924 | Pays-Bas                                                   | 6 - 0 | Roumanie | Stade olympique, Colombes                    |                                              |
| 16:00       | Hurgronje 8e · Pijl 32e 52e 66e 68e · de Natris 69e (pen.) |       |          | Spectateurs : 1 000 Arbitrage : Felix Herren | Spectateurs : 1 000 Arbitrage : Felix Herren |
| 16:00       | (Rapport)                                                  |       |          | Spectateurs : 1 000 Arbitrage : Felix Herren | Spectateurs : 1 000 Arbitrage : Felix Herren |

| 28 mai 1924                       | Suisse       | 1 - 1 a. p. | Tchécoslovaquie  | Bergeyre, Paris                                |                                                |
| 17:00 · Historique des rencontres | Dietrich 79e |             | 22e (pen.) Sloup | Spectateurs : 9 157 Arbitrage : Peder Andersen | Spectateurs : 9 157 Arbitrage : Peder Andersen |
| 17:00 · Historique des rencontres | (Rapport)    |             |                  | Spectateurs : 9 157 Arbitrage : Peder Andersen | Spectateurs : 9 157 Arbitrage : Peder Andersen |

| 30 mai 1924                       | Suisse    | 1 - 0 | Tchécoslovaquie | Stade Bergeyre, Paris                          |                                                |
| 17:30 · Historique des rencontres | Pache 87e |       |                 | Spectateurs : 7 448 Arbitrage : Marcel Slawick | Spectateurs : 7 448 Arbitrage : Marcel Slawick |
| 17:30 · Historique des rencontres | (Rapport) |       |                 | Spectateurs : 7 448 Arbitrage : Marcel Slawick | Spectateurs : 7 448 Arbitrage : Marcel Slawick |

C'est la première fois que l'État libre d'Irlande constitue une équipe de football.
| 28 mai 1924 | État libre d'Irlande | 1 - 0   | Bulgarie | Stade olympique, Colombes                  |                                            |
| 16:00       | Duncan 75e |         |          | Spectateurs : 1 500 Arbitrage : A. Henriot | Spectateurs : 1 500 Arbitrage : A. Henriot |
| 16:00       | (Report) |         |          | Spectateurs : 1 500 Arbitrage : A. Henriot | Spectateurs : 1 500 Arbitrage : A. Henriot |
| 16:00       | Paddy O'Reilly Jack McCarthy Bertie Kerr Tommy Muldoon John Joe Dykes Ernie McKay Michael Farrell Joe Kendrick Paddy Duncan Dinny Hannon Johnny Murray | Équipes |          | Spectateurs : 1 500 Arbitrage : A. Henriot | Spectateurs : 1 500 Arbitrage : A. Henriot |

| 29 mai 1924 | Italie                           | 2 - 0 | Luxembourg | Stade Pershing, Paris                        |                                              |
| 16:15       | Baloncieri 20e · Della Valle 38e |       |            | Spectateurs : 2 000 Arbitrage : Jean Richard | Spectateurs : 2 000 Arbitrage : Jean Richard |
| 16:15       | (Rapport)                        |       |            | Spectateurs : 2 000 Arbitrage : Jean Richard | Spectateurs : 2 000 Arbitrage : Jean Richard |

| 29 mai 1924 | Suède                                                              | 8 - 1 | Belgique   | Stade olympique, Colombes                          |                                                    |
| 16:00       | Kock 8e 24e 77e · Rydell 20e 61e 83e · Brommesson 30e · Keller 46e |       | 67e Larnoe | Spectateurs : 8 532 Arbitrage : Heinrich Retschury | Spectateurs : 8 532 Arbitrage : Heinrich Retschury |
| 16:00       | (Rapport)                                                          |       |            | Spectateurs : 8 532 Arbitrage : Heinrich Retschury | Spectateurs : 8 532 Arbitrage : Heinrich Retschury |

| 29 mai 1924 | Égypte                    | 3 - 0 | Hongrie | Stade de Paris, Saint-Ouen                          |                                                     |
| 17:00       | Yakan 4e 58e · Hegazi 40e |       |         | Spectateurs : 8 000 Arbitrage : Luis Colina Álvarez | Spectateurs : 8 000 Arbitrage : Luis Colina Álvarez |
| 17:00       | (Rapport)                 |       |         | Spectateurs : 8 000 Arbitrage : Luis Colina Álvarez | Spectateurs : 8 000 Arbitrage : Luis Colina Álvarez |

| 29 mai 1924                       | Uruguay                       | 3 - 0 | États-Unis | Stade Bergeyre, Paris                            |                                                  |
| 17:00 · Historique des rencontres | Petrone 10e 44e · Scarone 15e |       |            | Spectateurs : 10 455 Arbitrage : Charles Barette | Spectateurs : 10 455 Arbitrage : Charles Barette |
| 17:00 · Historique des rencontres | (Rapport)                     |       |            | Spectateurs : 10 455 Arbitrage : Charles Barette | Spectateurs : 10 455 Arbitrage : Charles Barette |

### Quarts de finale
| 1er juin 1924 | France      | 1 - 5 | Uruguay                                       | Stade olympique, Colombes                                 |                                                           |
| 16:00         | Nicolas 12e |       | 2e 24e Scarone · 58e 68e Petrone · 83e Romano | Spectateurs : 45 000 Arbitrage : Peder Christian Andersen | Spectateurs : 45 000 Arbitrage : Peder Christian Andersen |
| 16:00         | (Rapport)   |       |                                               | Spectateurs : 45 000 Arbitrage : Peder Christian Andersen | Spectateurs : 45 000 Arbitrage : Peder Christian Andersen |

| 1er juin 1924 | Suède                                             | 5 - 0 | Égypte | Stade Pershing, Paris                            |                                                  |
| 16:00         | Kaufeldt 5e 71e · Brommesson 31e 34e · Rydell 49e |       |        | Spectateurs : 6 484 Arbitrage : Henri Christophe | Spectateurs : 6 484 Arbitrage : Henri Christophe |
| 16:00         | (Rapport)                                         |       |        | Spectateurs : 6 484 Arbitrage : Henri Christophe | Spectateurs : 6 484 Arbitrage : Henri Christophe |

| 2 juin 1924                       | Suisse                             | 2 - 1 | Italie          | Stade Bergeyre, Paris                            |                                                  |
| 17:00 · Historique des rencontres | Sturzenegger 46e · Abegglen II 70e |       | 52e Della Valle | Spectateurs : 8 359 Arbitrage : Johannes Mutters | Spectateurs : 8 359 Arbitrage : Johannes Mutters |
| 17:00 · Historique des rencontres | (Rapport)                          |       |                 | Spectateurs : 8 359 Arbitrage : Johannes Mutters | Spectateurs : 8 359 Arbitrage : Johannes Mutters |

| 2 juin 1924 | Pays-Bas         | 2 - 1 a.p. | État libre d'Irlande | Stade de Paris, Saint-Ouen                         |                                                    |
| 17:00       | Formenoy 7e 104e |            | 33e Ghent | Spectateurs : 2 000 Arbitrage : Heinrich Retschury | Spectateurs : 2 000 Arbitrage : Heinrich Retschury |
| 17:00       | (Rapport)        |            | | Spectateurs : 2 000 Arbitrage : Heinrich Retschury | Spectateurs : 2 000 Arbitrage : Heinrich Retschury |
| 17:00       |                  | Équipes    | Paddy O'Reilly Jack McCarthy Bertie Kerr Tommy Muldoon John Joe Dykes Ernie McKay Michael Farrell Frank Ghent Paddy Duncan Dinny Hannon Johnny Murray | Spectateurs : 2 000 Arbitrage : Heinrich Retschury | Spectateurs : 2 000 Arbitrage : Heinrich Retschury |

### Demi-finales
| 5 juin 1924                       | Suisse           | 2 - 1 | Suède    | Stade olympique, Colombes                        |                                                  |
| 17:00 · Historique des rencontres | Abegglen 15e 77e |       | 41e Kock | Spectateurs : 7 448 Arbitrage : Mihály Iváncsics | Spectateurs : 7 448 Arbitrage : Mihály Iváncsics |
| 17:00 · Historique des rencontres | (Rapport)        |       |          | Spectateurs : 7 448 Arbitrage : Mihály Iváncsics | Spectateurs : 7 448 Arbitrage : Mihály Iváncsics |

| 6 juin 1924 | Uruguay                      | 2 - 1 | Pays-Bas | Stade olympique, Colombes                       |                                                 |
| 17:00       | Cea 62e · Scarone 81e (pen.) |       | 32e Pijl | Spectateurs : 40 000 Arbitrage : Georges Vallat | Spectateurs : 40 000 Arbitrage : Georges Vallat |
| 17:00       | (Rapport)                    |       |          | Spectateurs : 40 000 Arbitrage : Georges Vallat | Spectateurs : 40 000 Arbitrage : Georges Vallat |

### Match pour la médaille de bronze
| 8 juin 1924 | Suède        | 1 - 1 a.p. | Pays-Bas     | Stade olympique, Colombes                          |                                                    |
| 12:00       | Kaufeldt 44e |            | 77e le Fèvre | Spectateurs : 9 915 Arbitrage : Heinrich Retschury | Spectateurs : 9 915 Arbitrage : Heinrich Retschury |
| 12:00       | (Rapport)    |            |              | Spectateurs : 9 915 Arbitrage : Heinrich Retschury | Spectateurs : 9 915 Arbitrage : Heinrich Retschury |

| 9 juin 1924 | Suède                          | 3 - 1 | Pays-Bas            | Stade olympique, Colombes                         |                                                   |
| 14:00       | Rydell 34e 77e · Lundquist 42e |       | 43e (pen.) Formenoy | Spectateurs : 40 522 Arbitrage : Youssouf Mohamed | Spectateurs : 40 522 Arbitrage : Youssouf Mohamed |
| 14:00       | (Rapport)                      |       |                     | Spectateurs : 40 522 Arbitrage : Youssouf Mohamed | Spectateurs : 40 522 Arbitrage : Youssouf Mohamed |

### Finale
| 9 juin 1924                       | Uruguay                           | 3 - 0 | Suisse | Stade olympique, Colombes                       |                                                 |
| 17:00 · Historique des rencontres | Petrone 9e · Cea 65e · Romano 82e |       |        | Spectateurs : 40 552 Arbitrage : Marcel Slawick | Spectateurs : 40 552 Arbitrage : Marcel Slawick |
| 17:00 · Historique des rencontres | (Rapport)                         |       |        | Spectateurs : 40 552 Arbitrage : Marcel Slawick | Spectateurs : 40 552 Arbitrage : Marcel Slawick |

|  | Titulaires : Andrés Mazali Pedro Arispe José Nasazzi Alfredo Ghierra José Vidal José Andrade Ángel Romano Pedro Cea Pedro Petrone Héctor Scarone Santos Urdinarán Entraîneur : Ernesto Fígoli | Finale des JO 1924 |  | Titulaires : Hans Pulver Rudolf Ramseyer Adolphe Reymond Aron Pollitz Paul Schmiedlin August Oberhauser Paul Fässler Max Abegglen Walter Dietrich Robert Pache Karl Ehrenbolger Entraîneur : Teddy Duckworth |

## Bilan économique
Le football représente 30% des recettes globales des compétitions olympiques. Et la finale à elle seule compte pour 30% des recettes du football lors de ces Jeux.

## Galerie d'images

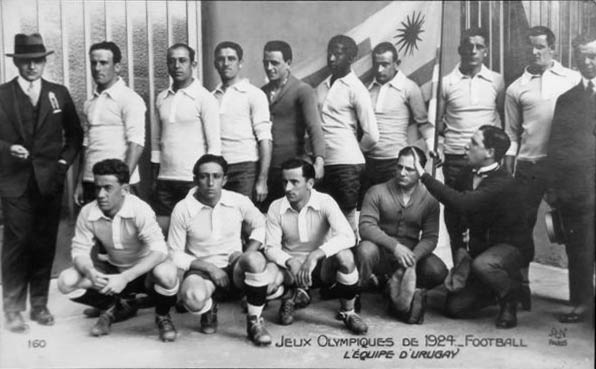
L'équipe d'Uruguay championne olympique.
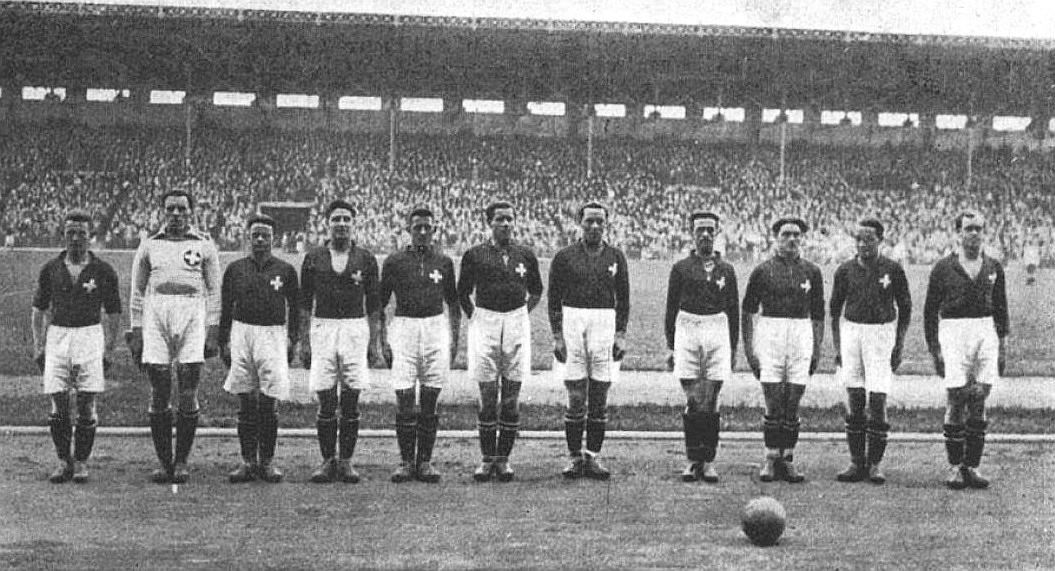
L'équipe de Suisse, vice-championne.
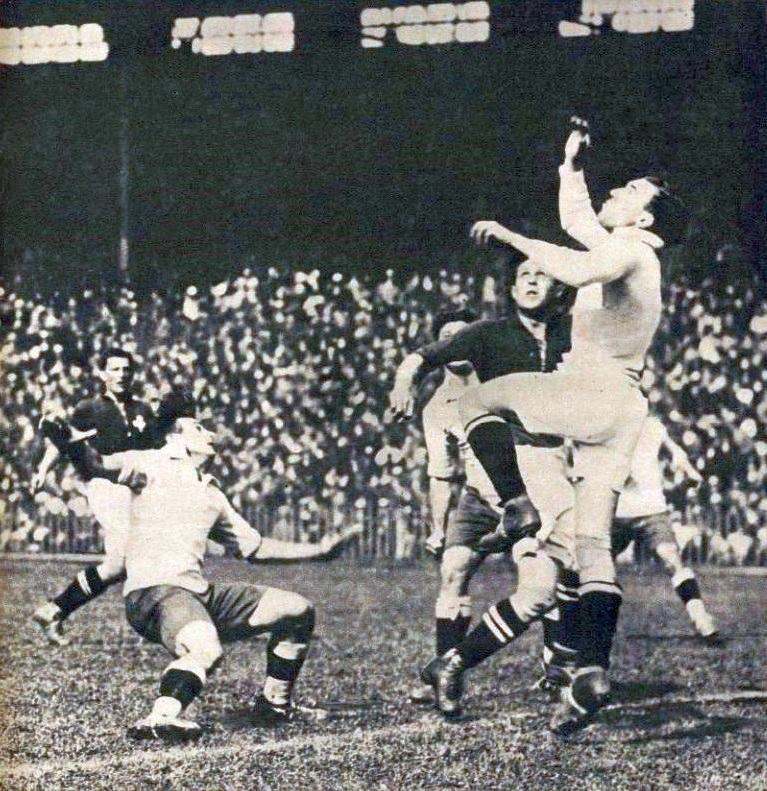
Le gardien suisse repousse devant Cea (à G.).
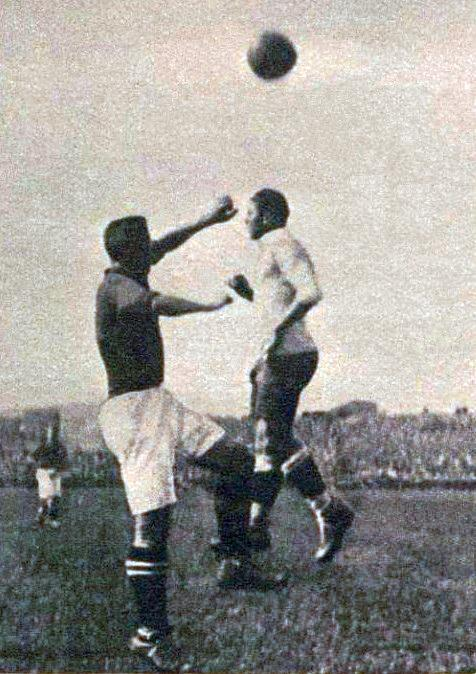
Saut d'Oberhauser devant Romano.
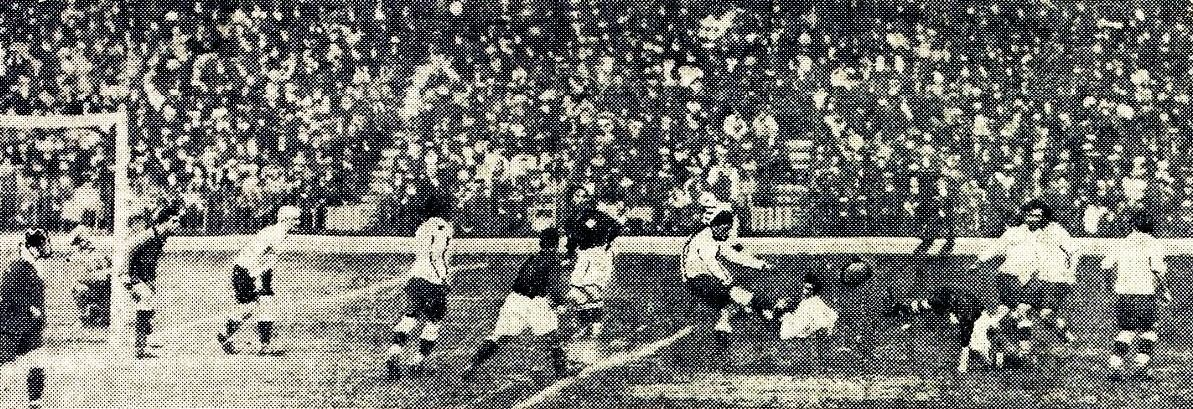
Un joueur uruguayen dégage son camp.
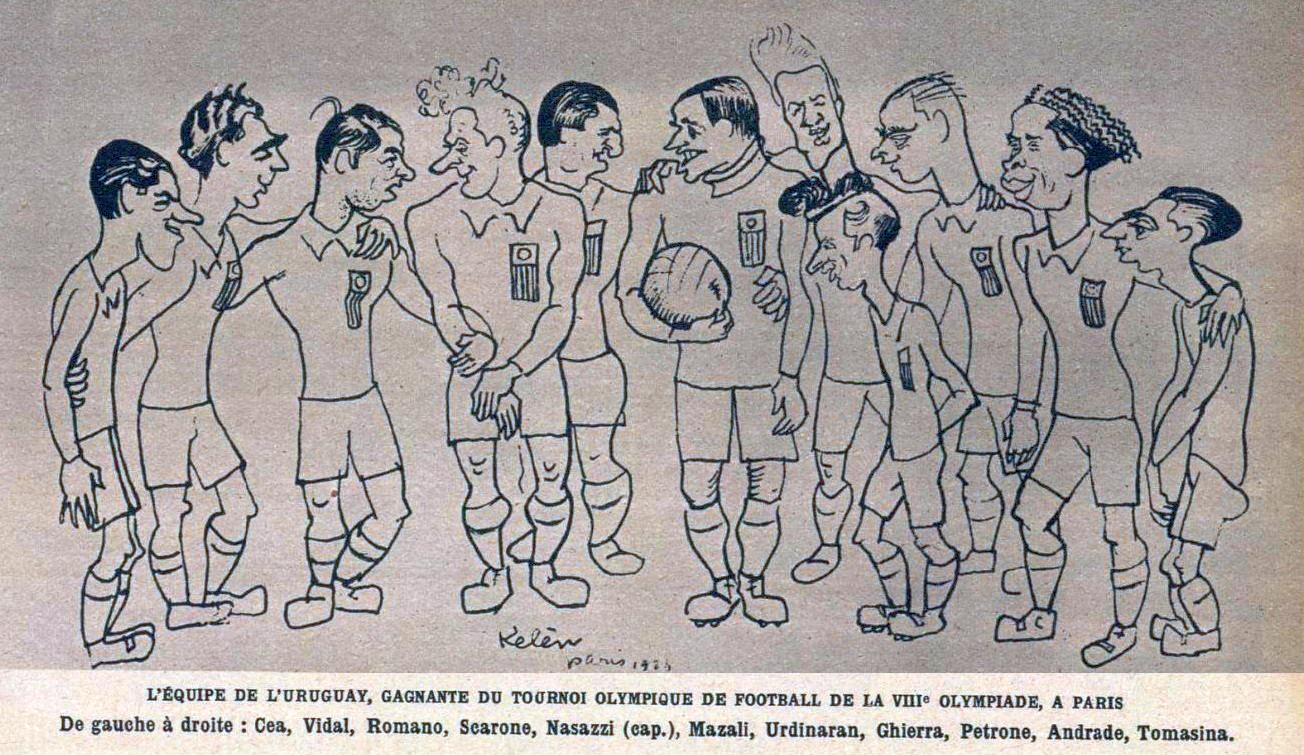
L'équipe d'Uruguay championne olympique sous un autre angle.

## Classement des buteurs
| Place         | Joueur            | Équipe   | Buts | Matchs |
| ------------- | ----------------- | -------- | ---- | ------ |
| Médaille d'or | Pedro Petrone     | Uruguay  | 8    |        |
| 2             | Sven Rydell       | Suède    | 6    |        |
| 2             | Max Abegglen      | Suisse   | 6    |        |
| 4             | Kees Pijl         | Pays-Bas | 5    |        |
| 4             | Paul Sturzenegger | Suisse   | 5    |        |
| 6             | Pedro Cea         | Uruguay  | 4    |        |
| 6             | Héctor Scarone    | Uruguay  | 4    |        |
| 8             | Ok Formenoy       | Pays-Bas | 3    |        |

## Palmarès
| Épreuves | Or | Argent | Bronze |
| -------- | --- | --- | --- |
| Football | Uruguay- José Andrade - Pedro Arispe - Pedro Céa - Alfredo Ghierra - Andrés Mazali - José Nasazzi - José Naya - Pedro Petrone - Ángel Romano - Héctor Scarone - Humberto Tomassina - Antonio Urdinarán - Santos Urdinarán - José Vidal - Alfredo Zibechi | Suisse- Max Abegglen - Félix Bédouret - Walter Dietrich - Karl Ehrenbolger - Paul Fässler - Edmond Kramer - Adolphe Mengotti - August Oberhauser - Robert Pache - Aron Pollitz - Hans Pulver - Rudolf Ramseyer - Adolphe Reymond - Paul Schmiedlin | Suède- Axel Alfredsson - Charles Brommesson - Gustaf Carlsson - Albin Dahl - Sven Friberg - Fritjof Hillén - Konrad Hirsch - Gunnar Holmberg - Per Kaufeldt - Tore Keller - Rudolf Kock - Sigfrid Lindberg - Sven Lindqvist - Evert Lundquist - Sten Mellgren - Sven Rydell - Harry Sundberg - Thorsten Svensson |

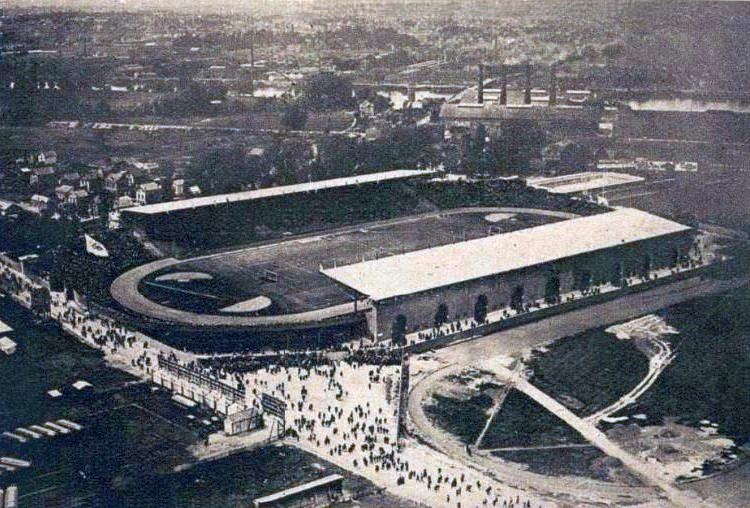
Le stade de Colombes, le jour de la finale.
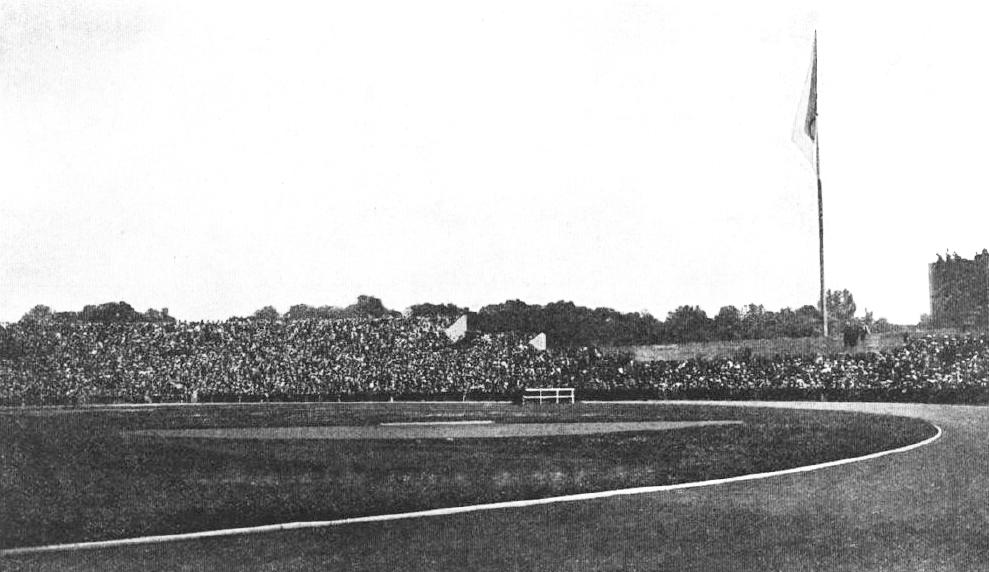
Enceinte du stade, le jour de la finale.
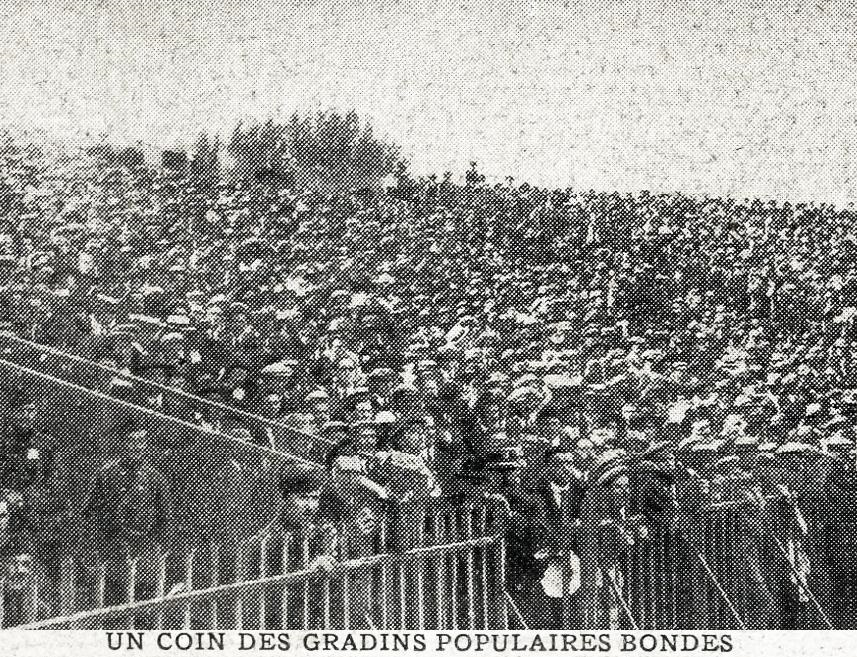
Une partie des 41000 spectateurs de la finale (aux tribunes "populaires").